# Korea Północna na Letnich Igrzyskach Olimpijskich 1972
Koreę Północną na Letnich Igrzyskach Olimpijskich w 1972 roku reprezentowało 37 zawodników (23 mężczyzn i 14 kobiet) w 10 dyscyplinach. Zdobyli łącznie 5 medali (w tym 1 złoty) plasując swój kraj na 21. miejscu w klasyfikacji medalowej igrzysk.
Był to debiut Korei Północnej na letnich igrzyskach olimpijskich.

## Medaliści
| Medal | Zawodnik | Dyscyplina  | Konkurencja                      | Data        |
| ----- | --- | ----------- | -------------------------------- | ----------- |
|       | Li Ho-Jun | Strzelectwo | Karabin małokalibrowy leżąc 50 m | 28 sierpnia |
|       | Kim U-gil | Boks        | Waga papierowa do 48 kg          | 10 września |
|       | Kim Yong-ik | Judo        | Waga lekka do 63 kg              | 4 września  |
|       | Hwang He-suk Jang Ok-rim Jong Ok-jin Kang Ok-sun Kim Zung-bok Kim Myong-suk Kim Su-dae Kim Yeun-ja Paek Myong-suk Ri Chun-ok Ryom Chun-ja | Siatkówka   | Turniej kobiet                   | 7 września  |
|       | Kim Gwong-hyong | Zapasy      | Styl wolny – waga musza do 52 kg | 31 sierpnia |

## Wyniki zawodników

### Boks
| Zawodnik    | Konkurencja             | 1/32 finału      | 1/16 finału                                          | 1/8 finału                                  | Ćwierćfinały                           | Półfinały                                         | Finał                                       | Pozycja | Źródło |
| Zawodnik    | Konkurencja             | Przeciwnik Wynik | Przeciwnik Wynik                                     | Przeciwnik Wynik                            | Przeciwnik Wynik                       | Przeciwnik Wynik                                  | Przeciwnik Wynik                            | Pozycja | Źródło |
| ----------- | ----------------------- | ---------------- | ---------------------------------------------------- | ------------------------------------------- | -------------------------------------- | ------------------------------------------------- | ------------------------------------------- | ------- | ------ |
| Kim U-gil   | Waga papierowa do 48 kg | —                | Bakari Seleman Wygrana – TKO w 1. rundzie            | Lee Seog-Un Wygrana – decyzja sędziów (4-1) | James Odwori Wygrana – KO w 2. rundzie | Enrique Rodríguez Wygrana – decyzja sędziów (3-2) | György Gedó Porażka – decyzja sędziów (0-5) | srebro  | [ 1 ]  |
| Kim Jong-Ik | Waga kogucia do 54 kg   | BYE              | Deusdete Vasconcelos Wygrana – decyzja sędziów (4-1) | John Nderu Porażka – decyzja sędziów (1-4)  | NQ                                     | NQ                                                | NQ                                          | 9.-16.  | [ 2 ]  |

### Gimnastyka

#### Mężczyźni
| Zawodnik      | Konkurencja           | Eliminacje | Eliminacje | Finał | Finał   | Źródło      |
| Zawodnik      | Konkurencja           | Wynik      | Pozycja    | Wynik | Pozycja | Źródło      |
| ------------- | --------------------- | ---------- | ---------- | ----- | ------- | ----------- |
| Li Song-Sob   | Ćwiczenia na podłodze | 18,70 pkt  | 12         | NQ    | NQ      | [ 3 ] [ 4 ] |
| Kim Song-Yu   | Ćwiczenia na podłodze | 18,50 pkt  | 16.        | NQ    | NQ      | [ 3 ] [ 4 ] |
| Kim Song-Il   | Ćwiczenia na podłodze | 18,45 pkt  | 19.        | NQ    | NQ      | [ 3 ] [ 4 ] |
| Jo Jong-Ryol  | Ćwiczenia na podłodze | 17,85 pkt  | 42.        | NQ    | NQ      | [ 3 ] [ 4 ] |
| Shin Heung-Do | Ćwiczenia na podłodze | 17,75 pkt  | 48.        | NQ    | NQ      | [ 3 ] [ 4 ] |
| Ho Yun-Hang   | Ćwiczenia na podłodze | 17,40 pkt  | 63.        | NQ    | NQ      | [ 3 ] [ 4 ] |
| Li Song-Sob   | Skok                  | 18,40 pkt  | 23.        | NQ    | NQ      | [ 3 ] [ 4 ] |
| Kim Song-Yu   | Skok                  | 18,05 pkt  | 52.        | NQ    | NQ      | [ 3 ] [ 4 ] |
| Shin Heung-Do | Skok                  | 17,95 pkt  | 64.        | NQ    | NQ      | [ 3 ] [ 4 ] |
| Ho Yun-Hang   | Skok                  | 17,90 pkt  | 71.        | NQ    | NQ      | [ 3 ] [ 4 ] |
| Kim Song-Il   | Skok                  | 17,80 pkt  | 79.        | NQ    | NQ      | [ 3 ] [ 4 ] |
| Jo Jong-Ryol  | Skok                  | 17,80 pkt  | 79.        | NQ    | NQ      | [ 3 ] [ 4 ] |
| Li Song-Sob   | Poręcz                | 18,55 pkt  | 22.        | NQ    | NQ      | [ 3 ] [ 4 ] |
| Kim Song-Yu   | Poręcz                | 18,45 pkt  | 27.        | NQ    | NQ      | [ 3 ] [ 4 ] |
| Kim Song-Il   | Poręcz                | 18,35 pkt  | 32.        | NQ    | NQ      | [ 3 ] [ 4 ] |
| Ho Yun-Hang   | Poręcz                | 18,10 pkt  | 47.        | NQ    | NQ      | [ 3 ] [ 4 ] |
| Shin Heung-Do | Poręcz                | 17,95 pkt  | 56.        | NQ    | NQ      | [ 3 ] [ 4 ] |
| Jo Jong-Ryol  | Poręcz                | 17,80 pkt  | 63.        | NQ    | NQ      | [ 3 ] [ 4 ] |
| Li Song-Sob   | Drążek                | 18,80 pkt  | 14.        | NQ    | NQ      | [ 3 ] [ 4 ] |
| Kim Song-Il   | Drążek                | 18,45 pkt  | 21.        | NQ    | NQ      | [ 3 ] [ 4 ] |
| Kim Song-Yu   | Drążek                | 18,45 pkt  | 26.        | NQ    | NQ      | [ 3 ] [ 4 ] |
| Shin Heung-Do | Drążek                | 17,75 pkt  | 50.        | NQ    | NQ      | [ 3 ] [ 4 ] |
| Jo Jong-Ryol  | Drążek                | 17,60 pkt  | 60.        | NQ    | NQ      | [ 3 ] [ 4 ] |
| Ho Yun-Hang   | Drążek                | 17,40 pkt  | 71.        | NQ    | NQ      | [ 3 ] [ 4 ] |
| Shin Heung-Do | Kółka                 | 18,95 pkt  | 8.         | NQ    | NQ      | [ 3 ] [ 4 ] |
| Li Song-Sob   | Kółka                 | 18,40 pkt  | 22.        | NQ    | NQ      | [ 3 ] [ 4 ] |
| Kim Song-Yu   | Kółka                 | 18,35 pkt  | 26.        | NQ    | NQ      | [ 3 ] [ 4 ] |
| Ho Yun-Hang   | Kółka                 | 18,10 pkt  | 33.        | NQ    | NQ      | [ 3 ] [ 4 ] |
| Jo Jong-Ryol  | Kółka                 | 17,95 pkt  | 41.        | NQ    | NQ      | [ 3 ] [ 4 ] |
| Kim Song-Il   | Kółka                 | 17,70 pkt  | 49.        | NQ    | NQ      | [ 3 ] [ 4 ] |
| Li Song-Sob   | Koń z łękami          | 17,90 pkt  | 34.        | NQ    | NQ      | [ 3 ] [ 4 ] |
| Kim Song-Yu   | Koń z łękami          | 17,70 pkt  | 45.        | NQ    | NQ      | [ 3 ] [ 4 ] |
| Ho Yun-Hang   | Koń z łękami          | 17,55 pkt  | 54.        | NQ    | NQ      | [ 3 ] [ 4 ] |
| Kim Song-Il   | Koń z łękami          | 17,50 pkt  | 55.        | NQ    | NQ      | [ 3 ] [ 4 ] |
| Shin Heung-Do | Koń z łękami          | 17,40 pkt  | 59.        | NQ    | NQ      | [ 3 ] [ 4 ] |
| Jo Jong-Ryol  | Koń z łękami          | 17,15 pkt  | 66.        | NQ    | NQ      | [ 3 ] [ 4 ] |

| Zawodnik                                                                   | Konkurencja            | Eliminacje | Eliminacje | Finał          | Finał | Finał | Finał | Finał | Finał | Finał | Finał        | Finał   | Źródło |
| Zawodnik                                                                   | Konkurencja            | Eliminacje | Eliminacje | Kwota startowa | Wynik | Wynik | Wynik | Wynik | Wynik | Wynik | Suma punktów | Pozycja | Źródło |
| Zawodnik                                                                   | Konkurencja            | Wynik      | Pozycja    | Kwota startowa | ĆW    | S     | P     | D     | K     | KŁ    | Suma punktów | Pozycja | Źródło |
| -------------------------------------------------------------------------- | ---------------------- | ---------- | ---------- | -------------- | ----- | ----- | ----- | ----- | ----- | ----- | ------------ | ------- | ------ |
| Li Song-Sob                                                                | Wielobój indywidualnie | 110,75 pkt | 17. Q      | 55,375 pkt     | 9,45  | 9,4   | 9,4   | 9,5   | 9,35  | 8,9   | 111,375 pkt  | 13.     | [ 6 ]  |
| Kim Song-Il                                                                | Wielobój indywidualnie | 109,45 pkt | 26. Q      | 54,125 pkt     | 9,1   | 9,2   | 9,3   | 9,35  | 9,2   | 9,2   | 109,475 pkt  | 27.     | [ 6 ]  |
| Kim Song-Yu                                                                | Wielobój indywidualnie | 108,25 pkt | 33. Q      | 54,725 pkt     | 8,9   | 9     | 9,35  | 8,75  | 9,45  | 8,95  | 109,125 pkt  | 30.     | [ 6 ]  |
| Shin Heung-Do                                                              | Wielobój indywidualnie | 107,75 pkt | 38.        | NQ             | NQ    | NQ    | NQ    | NQ    | NQ    | NQ    | NQ           | NQ      | [ 6 ]  |
| Ho Yun-Hang                                                                | Wielobój indywidualnie | 106,45 pkt | 48.        | NQ             | NQ    | NQ    | NQ    | NQ    | NQ    | NQ    | NQ           | NQ      | [ 6 ]  |
| Jo Jong-Ryol                                                               | Wielobój indywidualnie | 106,15 pkt | 54.        | NQ             | NQ    | NQ    | NQ    | NQ    | NQ    | NQ    | NQ           | NQ      | [ 6 ]  |
| Li Song-Sob Kim Song-Il Kim Song-Yu Shin Heung-Do Ho Yun-Hang Jo Jong-Ryol | Wielobój drużynowo     | —          | —          | —              | 91,3  | 90,55 | 91,7  | 91,25 | 91,75 | 88,5  | 545,05 pkt   | 6.      | [ 7 ]  |

### Judo
| Zawodnik    | Konkurencja        | Eliminacje                          | Eliminacje   | Eliminacje | Eliminacje | Repasaże                     | Repasaże                    | Repasaże                        | Finały                         | Finały | Pozycja | Źródło |
| Zawodnik    | Konkurencja        | 1/8 finału                          | Ćwierćfinały | Półfinał   | Finał      | Ćwierćfinały                 | Półfinał                    | Finał                           | Półfinał                       | Finał  | Pozycja | Źródło |
| ----------- | ------------------ | ----------------------------------- | ------------ | ---------- | ---------- | ---------------------------- | --------------------------- | ------------------------------- | ------------------------------ | ------ | ------- | ------ |
| Kim Yong-ik | Waga lekka do 68kg | Jean-Jacques Mounier Porażka (6:00) | NQ           | NQ         | NQ         | Edward Mullen Wygrana (6:00) | Ferenc Szabô Wygrana (5:51) | Hector Rodríguez Wygrana (2:14) | Takao Kawaguchi Porażka (5:58) | NQ     | brąz    | [ 8 ]  |

### Lekkoatletyka

#### Konkurencje biegowe

##### Mężczyźni
| Zawodnik      | Konkurencja | Czas      | Pozycja | Źródło |
| ------------- | ----------- | --------- | ------- | ------ |
| Kim Chang-Son | Maraton     | 2:26:45.6 | 37.     | [ 9 ]  |
| Ryu Man-Hyong | Maraton     | 2:32:29.4 | 49.     | [ 9 ]  |

### Łucznictwo

#### Kobiety
| Zawodniczka   | Konkurencja                    | Runda 1. | Runda 1. | Runda 2. | Runda 2. | Suma     | Suma    | Źródło |
| Zawodniczka   | Konkurencja                    | Wynik    | Pozycja  | Wynik    | Pozycja  | Wynik    | Pozycja | Źródło |
| ------------- | ------------------------------ | -------- | -------- | -------- | -------- | -------- | ------- | ------ |
| Kim Ho-Gyu    | Runda FITA – 70, 60, 50 i 40 m | 1195 pkt | 6        | 1174 pkt | 11.      | 2369 pkt | 7.      | [ 10 ] |
| Ju Chun-Sam   | Runda FITA – 70, 60, 50 i 40 m | 1179 pkt | 11.      | 1170 pkt | 12.      | 2349 pkt | 12.     | [ 10 ] |
| Kim Hyang-Min | Runda FITA – 70, 60, 50 i 40 m | 1157 pkt | 16.      | 1118 pkt | 25.      | 2275 pkt | 20.     | [ 10 ] |

### Podnoszenie ciężarów

#### Mężczyźni
| Zawodnik      | Konkurencja | Wyciskanie | Wyciskanie | Rwanie | Rwanie  | Podrzut | Podrzut | Suma     | Suma    | Źródło |
| Zawodnik      | Konkurencja | Wynik      | Pozycja    | Wynik  | Pozycja | Wynik   | Pozycja | Wynik    | Pozycja | Źródło |
| ------------- | ----------- | ---------- | ---------- | ------ | ------- | ------- | ------- | -------- | ------- | ------ |
| Pak Dong-Geun | Waga musza  | 97,5 kg    | 8.         | 90 kg  | 10.     | 130 kg  | 1.      | 317,5 kg | 6.      | [ 11 ] |

### Siatkówka

#### Kobiety

##### Grupa B
| Data  | Drużyna 1      | Wynik | Drużyna 2      | 1    | 2    | 3     | 4 | 5 | * |
| ----- | -------------- | ----- | -------------- | ---- | ---- | ----- | - | - | - |
| 28.08 | Kuba           | 0:3   | Korea Północna | 1:15 | 8:15 | 3:15  |   |   |   |
| 30.08 | Czechosłowacja | 0:3   | Korea Północna | 3:15 | 7:15 | 8:15  |   |   |   |
| 1.09  | Japonia        | 3:0   | Korea Północna | 15:3 | 15:2 | 16:14 |   |   |   |

| Poz. | Reprezentacja  | Pkt | Mecze | Mecze | Mecze | Sety  | Sety | Małe punkty | Małe punkty |
| Poz. | Reprezentacja  | Pkt | M     | Z     | P     | zdob. | str. | zdob.       | str.        |
| ---- | -------------- | --- | ----- | ----- | ----- | ----- | ---- | ----------- | ----------- |
| 1.   | Japonia        | 9   | 3     | 3     | 0     | 9     | 0    | 136         | 56          |
| 2.   | Korea Północna | 6   | 3     | 2     | 1     | 6     | 3    | 119         | 76          |
| 3.   | Kuba           | 3   | 3     | 1     | 2     | 3     | 7    | 73          | 140         |
| 4.   | Czechosłowacja | 0   | 3     | 0     | 3     | 1     | 9    | 85          | 141         |

##### Półfinał
| Data | Drużyna 1 | Wynik | Drużyna 2      | 1     | 2     | 3    | 4    | 5 | * |
| ---- | --------- | ----- | -------------- | ----- | ----- | ---- | ---- | - | - |
| 3.09 | ZSRR      | 3:1   | Korea Północna | 15:10 | 16:14 | 7:15 | 15:8 |   |   |

##### Mecz o brązowy medal
| Data | Drużyna 1        | Wynik | Drużyna 2      | 1    | 2    | 3    | 4 | 5 | * |
| ---- | ---------------- | ----- | -------------- | ---- | ---- | ---- | - | - | - |
| 9.09 | Korea Południowa | 0:3   | Korea Północna | 7:15 | 9:15 | 9:15 |   |   |   |

### Strzelectwo

#### Mężczyźni
| Zawodnik     | Konkurencja                          | Finał    | Finał   | Źródło |
| Zawodnik     | Konkurencja                          | Wynik    | Pozycja | Źródło |
| ------------ | ------------------------------------ | -------- | ------- | ------ |
| Li Yun-Hae   | Karabin dowolny 3 postawy 300 m      | 1137 pkt | 15.     | [ 12 ] |
| Li Ho-Jun    | Karabin dowolny 3 postawy 300 m      | 1133 pkt | 17.     | [ 12 ] |
| Li Ho-Jun    | Karabin małokalibrowy 3 postawy 50 m | 1147 pkt | 9.      | [ 13 ] |
| Li Yun-Hae   | Karabin małokalibrowy 3 postawy 50 m | 1134 pkt | 27.     | [ 13 ] |
| Li Ho-Jun    | Karabin małokalibrowy leżąc 50 m     | 599 pkt  | złoto   | [ 14 ] |
| Li Yun-Hae   | Karabin małokalibrowy leżąc 50 m     | 589 pkt  | 58.     | [ 14 ] |
| Kim Song-Bok | Ruchomy cel 50 m                     | 536 pkt  | 20.     | [ 15 ] |

### Wioślarstwo

#### Mężczyźni
| Zawodnicy                                      | Konkurencja          | Runda 1. | Runda 1. | Baraże o półfinał | Baraże o półfinał | Półfinały | Półfinały | Finał | Finał   | Źródło |
| Zawodnicy                                      | Konkurencja          | Czas     | Pozycja  | Czas              | Pozycja           | Czas      | Pozycja   | Czas  | Pozycja | Źródło |
| ---------------------------------------------- | -------------------- | -------- | -------- | ----------------- | ----------------- | --------- | --------- | ----- | ------- | ------ |
| Ri Jong-Hui Li Jong-Un                         | Dwójka ze sternikiem | 8:04.91  | 5.       | 7:56.42           | 4.                | NQ        | NQ        | NQ    | NQ      | [ 16 ] |
| Kim Ki-Tae Ham Il-Nyon Kim Un-Son Hong Song-Su | Czwórka bez sternika | 7:10.57  | 5.       | 7:18.30           | 4.                | NQ        | NQ        | NQ    | NQ      | [ 17 ] |

### Zapasy
Punktacja za pojedynek:
- 0 pkt – zwycięstwo przed czasem
- 0,5 pkt – zwycięstwo przez decyzję sędziów
- 1 pkt – zwycięstwo przez decyzję sędziów
- 2 pkt – remis
- 3 pkt – porażka przez decyzję sędziów
- 3,5 pkt – porażka przez decyzję sędziów
- 4 pkt – porażka przed czasem

Zawodnik odpadał z rywalizacji po zdobyciu 6 „złych punktów”, a rundy eliminacyjne były rozgrywane do momentu gdy w rywalizacji zostanie 3 zawodników

#### Styl wolny
| Zawodnik        | Konkurencja             | Rundy eliminacyjne              | Rundy eliminacyjne | Rundy eliminacyjne                 | Rundy eliminacyjne | Rundy eliminacyjne               | Rundy eliminacyjne | Rundy eliminacyjne              | Rundy eliminacyjne | Rundy eliminacyjne              | Rundy eliminacyjne | Rundy eliminacyjne | Rundy eliminacyjne | Runda finałowa                                          | Runda finałowa | Pozycja | Źródło |
| Zawodnik        | Konkurencja             | Runda 1.                        | Runda 1.           | Runda 2.                           | Runda 2.           | Runda 3.                         | Runda 3.           | Runda 4.                        | Runda 4.           | Runda 5.                        | Runda 5.           | Runda 6.           | Runda 6.           | Runda finałowa                                          | Runda finałowa | Pozycja | Źródło |
| Zawodnik        | Konkurencja             | Przeciwnik Wynik                | Punkty             | Przeciwnik Wynik                   | Punkty             | Przeciwnik Wynik                 | Punkty             | Przeciwnik Wynik                | Punkty             | Przeciwnik Wynik                | Punkty             | Przeciwnik Wynik   | Punkty             | Przeciwnik Wynik                                        | Punkty         | Pozycja | Źródło |
| --------------- | ----------------------- | ------------------------------- | ------------------ | ---------------------------------- | ------------------ | -------------------------------- | ------------------ | ------------------------------- | ------------------ | ------------------------------- | ------------------ | ------------------ | ------------------ | ------------------------------------------------------- | -------------- | ------- | ------ |
| Jang Dok-ryong  | Waga papierowa do 48 kg | Jürgen Möbius Porażka (decyzja) | 3 pkt              | Adkar Maruti Wygrana (decyzja)     | 4 pkt              | Masahiko Umeda Porażka (decyzja) | 7 pkt              | NQ                              | NQ                 | —                               | —                  | —                  | —                  | NQ                                                      | NQ             | –       | [ 18 ] |
| Kim Gwong-hyong | Waga musza do 52 kg     | Petre Ciarnău Porażka (decyzja) | 3 pkt              | Florentino Martínez Wygrana (7:47) | 3 pkt              | Henrik Gál Wygrana (decyzja)     | 4 pkt              | Ali Rıza Alan Wygrana (decyzja) | 4,5 pkt            | Gordon Bertie Wygrana (decyzja) | 5,5 pkt            | BYE                | 5,5 pkt            | Arsen Ałachwerdijew Remis Kiyomi Katō Porażka (decyzja) | 4 pkt          | brąz    | [ 19 ] |